# Alfred Markiewicz
Alfred John Markiewicz (ur. 17 maja 1928 w Brooklynie, Nowy Jork, zm. 9 stycznia 1997 w Kalamazoo, Michigan) – amerykański duchowny katolicki polskiego pochodzenia, biskup Kalamazoo w latach 1994-1997.
Święcenia kapłańskie otrzymał 6 czerwca 1953. Służył początkowo na terenie rodzinnej diecezji Brooklyn. W roku 1957 inkardynował się do diecezji Rockville Centre. 1 lipca 1986 mianowany biskupem pomocniczym tejże diecezji. Od 22 listopada 1994, do śmierci, był ordynariuszem diecezji Kalamazoo.